# Liste des souverains de Mantoue
Le duché de Mantoue, petit État de la péninsule italique, fut d'abord une seigneurie à compter de 1276, élevée au marquisat en 1433 puis effectivement duché à partir de 1530.
En 1708, le duché de Mantoue fut annexé au duché de Milan à la suite de l'occupation par les troupes impériales de Léopold Ier, au cours de la guerre de Succession d'Espagne.

## Seigneurs de Mantoue

### Maison Bonacolsi(1276-1328)
- 1276-1291 : Pinamonte
- 1291-1299 : Bardellone, fils du précédent
- 1299-1309 : Guido, neveu du précédent
- 1309-1328 : Rinaldo, il Passerino, frère du précédent

### Maison de Gonzague(1328-1433)

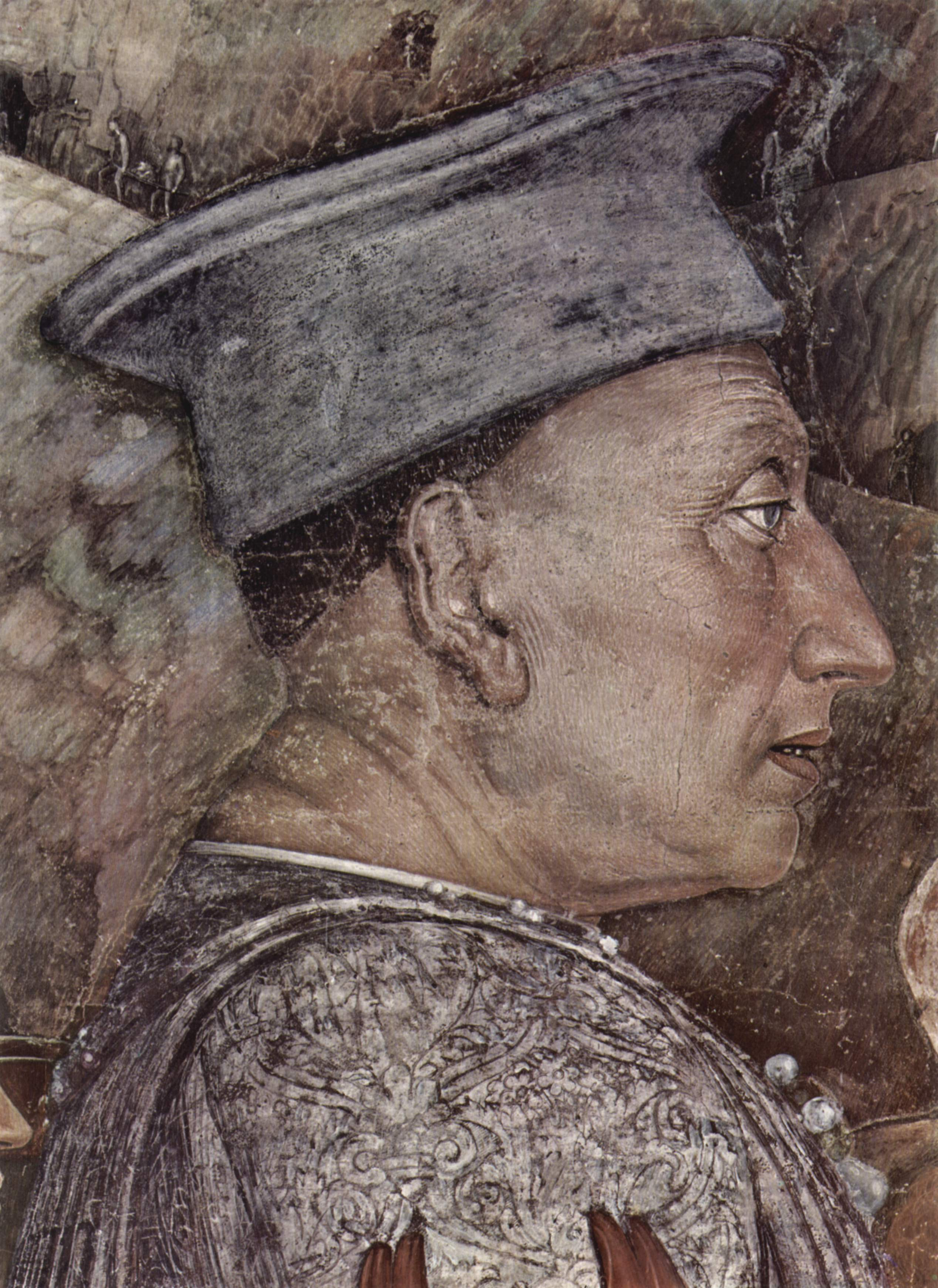
Louis III de Mantoue par Andrea Mantegna, 1474

- 1328-1360 : Louis Ier (1268-1360), podestat en 1318 puis seigneur (capitaine général) en 1328, podestat de Parme
- 1360-1369 : Guy (1290-1369), podestat en 1328, seigneur en 1360, fils du précédent
- 1369-1382 : Louis II (1334-1382), fils du précédent
- 1382-1407 : François Ier (1366-1407), fils du précédent
- 1407-1433 : Jean-François (1395-1444), fils du précédent

## Marquis de Mantoue

### Maison de Gonzague(1433-1530)
- 1433-1444 : Jean-François (d°)
- 1444-1478 : Louis III le Turc (1414-1478), fils du précédent
- 1478-1484 : Frédéric Ier le Bossu (il Gobbo) (1441-1484), fils du précédent
- 1484-1519 : François II (1466-1519), fils du précédent
- 1519-1530 : Frédéric II (1500-1540), fils du précédent

## Ducs de Mantoue
Les ducs de Mantoue vont également être marquis de Montferrat à partir de 1536 (mariage de Frédéric II) puis ducs de Montferrat à partir de 1574.

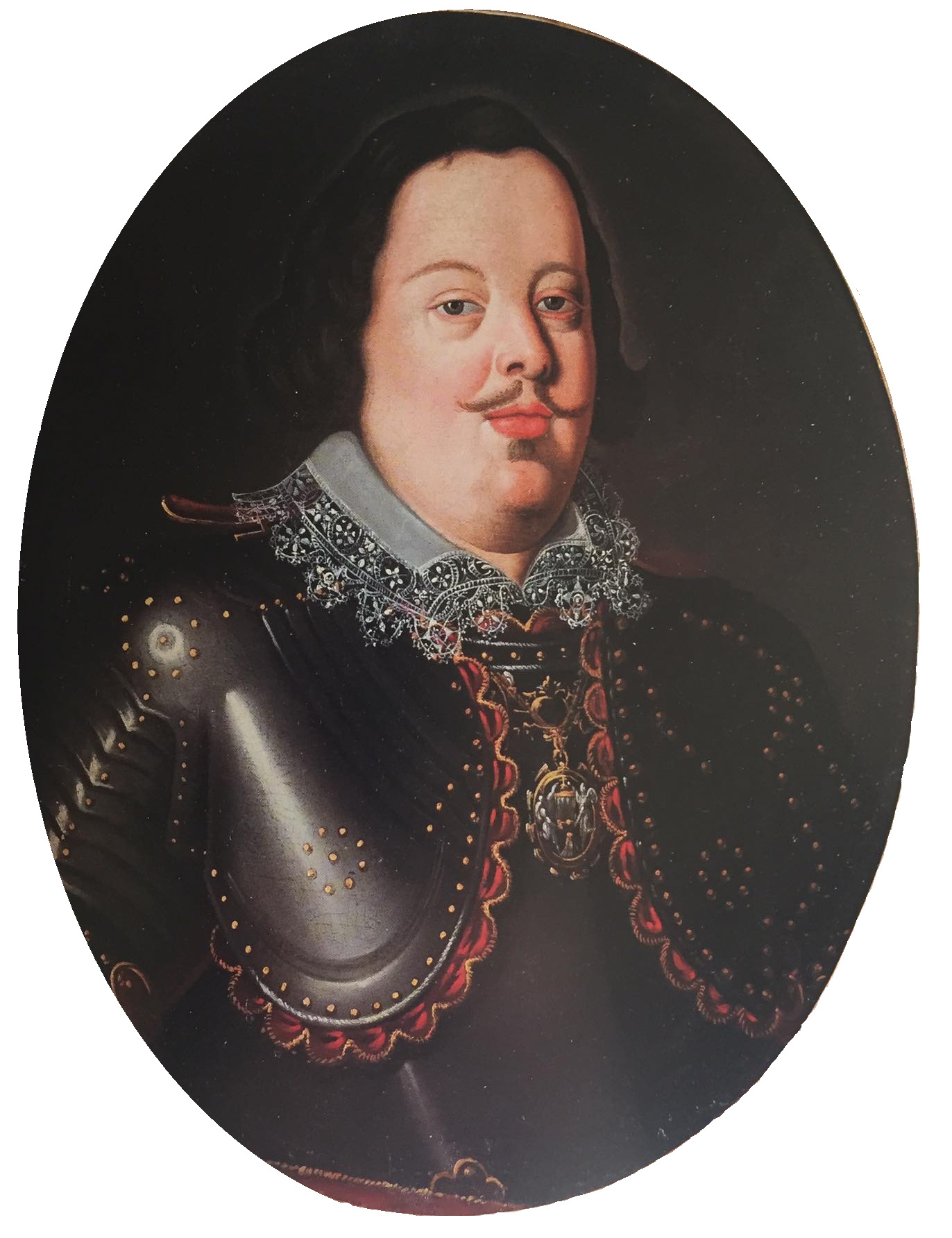
Vincent II de Mantoue.

### Maison de Gonzague(1530-1627)
- 1530-1540 : Frédéric II (d°)
- 1540-1550 : François III (1533-1550), fils du précédent
- 1550-1587 : Guillaume (1538-1587), frère du précédent
- 1587-1612 : Vincent Ier (1562-1612), fils du précédent
- 1612-1612 : François IV (1586-1612), fils du précédent
- 1612-1626 : Ferdinand (1587-1626), frère du précédent
- 1626-1627 : Vincent II (1594-1627), frère du précédent

En 1627, Vincent II désigne Charles Ier, ci-après, comme héritier mais de 1627 à 1631, le duché est occupé par la Savoie.

### Maison de Gonzague-Nevers(1627-1708)
- 1627-1637 : Charles Ier (1580-1637), petit-fils de Frédéric II
- 1637-1665 : Charles II (1629-1665), petit-fils du précédent
- 1665-1708 : Charles III Ferdinand (1652-1708), fils du précédent

En 1708, le duché est annexé au duché de Milan.

## Arbre de succession des Bonacolsi
- Pinamonte
  - Bardellone
  - Giovanni (non régnant)
    - Guido
    - Rinaldo il Passerino

## Arbre de succession des Gonzague
- Louis Ier
  - Guy
    - Louis II
      - François Ier
        - Jean-François
          - Louis III le Turc
            - Frédéric Ier le Bossu
              - François II
                - Frédéric II
                  - François III
                  - Guillaume
                    - Vincent Ier
                      - François IV
                      - Ferdinand
                      - Vincent II

                  - Louis IV de Nevers (non régnant)
                    - Charles Ier
                      - Charles III de Mayenne (non régnant)
                        - Charles II
                          - Charles III Ferdinand

## Galerie

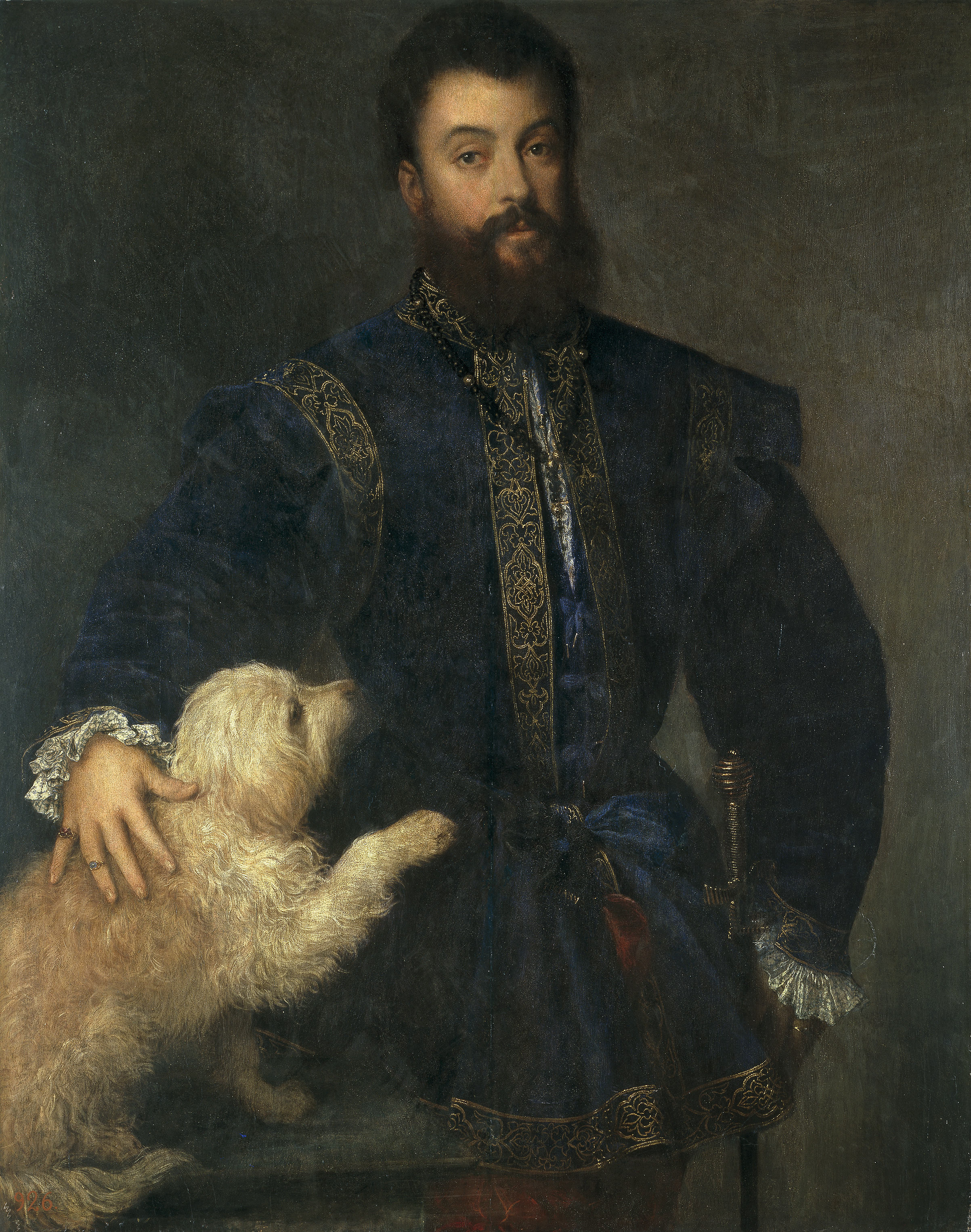
Frédéric II par Le Titien, 1525
Éléonore de Mantoue, fille de François II par Le Titien, 1538
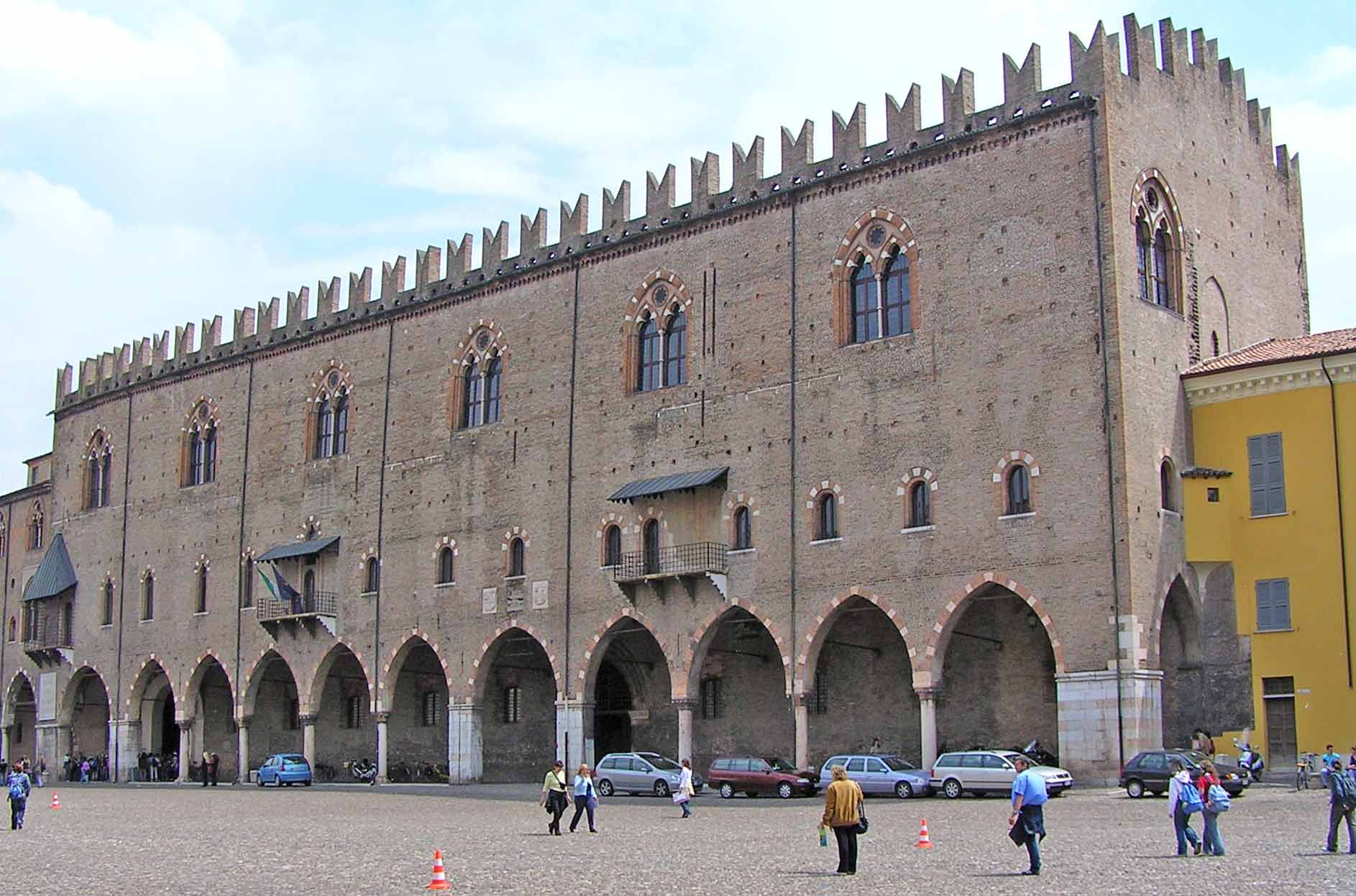
Le Palais ducal de Mantoue